# Роман Попадюк
Рома́н Попадю́к (англ. Roman Popadiuk; нар. 30 травня 1950, Австрія) — американський дипломат і викладач українського походження, 1-й Надзвичайний і повноважний посол США в Україні.

## Життєпис
Походить з родини західноукраїнських емігрантів до США. Народився в Австрії 30 травня 1950.

### Освіта
Закінчив Гантерський коледж (бакалавр, 1973) та Міський університет Нью-Йорка (доктор філософії, 1980); опісля працював асистентом лектора з політології у Бруклінському коледжі в Нью-Йорку.

### Кар'єра
З 1981 — на дипломатичній службі: у 1982—1984 служив у посольстві США у Мексиці, де займався консульськими та політичними справами, а також був спеціальним помічником посла США.
У 1984—1986 — в Державному департаменті та в Раді національної безпеки.
У 1986—1988 — в адміністрації Президента Рейгана як помічник прессекретаря, як спеціальний помічник Президента та як заступник прессекретаря у закордонних справах.
Президент Джордж Буш призначив Романа Попадюка першим послом США в незалежній Україні. Затверджений 25 травня 1992 на цій посаді американським Сенатом; 9 липня 1992 вручив вірчі грамоти Президенту Кравчуку. Посаду залишив 30 липня 1993.
З 1 січня 1999 виконавчий директор Президентської бібліотеки і музею Джорджа Буша в техаському Колледж-Стейшені .

## Нагороди
Нагороджено почесною нагородою у 1987 та вищою почесною нагородою у 1992 від Державного департаменту США.
У 1991 Український інститут Америки вручив йому відзнаку «Українець року».
У 1992 Український конгресовий комітет Америки нагородив його Шевченківською премією Свободи (англ. «Shevchenko Freedom Award») за «підтримку України у боротьбі за національну незалежність і демократію».

## Родина
Одружений з Джудіт-Ен Федків; у них 4 дітей.

### Публікації
- The Leadership of George Bush: An Insider's View of the Forty-First President, 2009
- American-Ukrainian Nuclear Relations, 1996
- Ukraine, the security fulcrum of Europe?, 1996